# L'Alguer
L'Alguer (italià: Alghero, cooficialment; sard: S'Alighèra; sasserès: L'Aliera) és una ciutat tradicionalment de llengua catalana situada a Sardenya (Itàlia), al nord-oest de l'illa, a la província de Sàsser a la regió de Nurra. També és coneguda pels seus habitants com la Barceloneta (pronunciat [baɫsaɾuˈneta]), o pels altres catalans com a la Barceloneta Sarda: la ciutat ha conservat l'ús del català, del qual és una illa lingüística i el 22,4% dels seus habitants el parla en la variant algueresa, reconeguda oficialment per la República Italiana (art. 6 de la Constitució i llei n. 482/99) i per la Regió Sardenya com a llengua minoritària. El català està rebent protecció a través de programes d'ensenyament i d'ús oficial dins del territori municipal. A l'Alguer també té la seu institucional una delegació de la Generalitat de Catalunya.
Amb 43.831 habitants, representa un 0,3% dels habitants dels Països Catalans. Limita amb els municipis d'Olmedo, Putifigari, Sàsser, Uri i Vilanova de Montlleó.
La ciutat, una de les principals de Sardenya i la cinquena en població, és una de les portes d'accés a l'illa gràcies a l'aeroport de Fertilia. La sua costa és coneixuda com a la Costera del Corall (Riviera del Corallo en italià), pel corall vermell que es troba en les sues aigües en abundància. L'artesanat i la venda de corall fan part de la vida cultural i econòmica de la ciutat. L'escut de l'Alguer té fins i tot un petit corall sota la senyera reial.
L'Alguer també és la tercera ciutat universitària de l'illa, superada només per Càller i Sàsser. Té la seu del departament d'arquitectura de la Universitat de Sàsser.
Lo síndic és lo cap de l'administració municipal, denominació comuna a l'Estat italià on lo síndic (en sard sìndigu) és lo batle, l'únic òrgan de govern situat a la part superior de l'ens local.

## Etimologia
El nom de la ciutat té derivacions incertes, però la hipòtesi més acceptada és que prové d'Aleguerium (alga marina), a causa de la considerable quantitat de posidonia oceanica que es diposita al seu litoral sorrenc.
Això va escriure Alberto Ferrero Della Marmora el 1839:
| «                                                                         | El nom de l'Alguer sembla provenir d'alga (alga, herba marina), que s'hauria transformat en S'Alighera (“Lloc de l'alga”), que és el nom de la ciutat en la llengua dels pagesos dels voltants. Ells parlen ordinàriament el dialecte sard de la zona, una mica alterat; però els habitants de la ciutat, sense ser ara Catalans «de pura sang», han conservat el llenguatge més o menys intacte; és aquesta llengua, limitada a les muralles de l'Alguer, que parlen entre ells, tot i que comprenen i coneixen tots la llengua sarda. | » |
| — Alberto Ferrero Della Marmora, Itinerario dell'isola di Sardegna (1839) | |   |

D'altra banda, una altra tesi que suposa l'origen de la paraula àrab algèr i la seva similitud amb Alger, la capital d'Algèria, no té fonament, ja que els pirates musulmans (que tenien el seu bastió a Alger) històricament també freqüentaven les costes de Sardenya amb freqüents incursions i assalts que van durar fins a finals del segle xviii. De fet, els sarraïns, malgrat molts intents, mai no van aconseguir establir-se a Sardenya.
No cal descartar una altra etimologia que relaciona el seu nom amb la paraula sarda aliga, és a dir, residus, referint-se precisament a l'olor de les algues en descomposició. Tot i això, l'etimologia d'aliga en sara és la mateixa que la d'Alguer, com indica el DES (Diccionari Etimològic Sard) de Max Leopold Wagner, per la qual cosa és més probable una derivació comuna dels dos termes a partir del nom donat a les algues.

## Història

### Prehistòria i història antiga
El territori de l'Alguer comença la seva història durant el Neolític. La Cova Verda, submergida en el promontori de Cap de la Caça, ha estat objecte d'assistir des del Neolític antic entre els mil·lennis VI-V ac: Les ceràmiques que es troben pertanyen a la fàcia local anomenada "Filestru-Grotta Verde", amb vasos globulars o piriformes amb fons convex i amb decoració impresa, en part del tipus cardial. Altres fragments ceràmics pertanyen a la cultura de Bonu Ighinu, del Neolític mitjà (mil·lennis V-VI aC).
Per a la fase del Neolític recent (3500 aC-2700 a.C.) Hi ha tombes subterrànies com les domus de janas en grups o necròpolis, incloent la necròpoli d'Anghelu Ruju, que pertany a la cultura Ocier.
A l'edat dels nurags, el territori alguerès està intensament poblat amb 90 nurags identificats (uns 0,40 per km²), aproximadament un terç dels quals ja han desaparegut. La majoria són a una sola torre i tots estan construïts en pedra local, com la pedra calcària, la gres i la traquita. També hi ha diversos assentaments, la majoria relacionats amb els nurags, on s'han trobat ceràmiques protocorínties i fenicies, com a testimoni de les relacions comercials amb altres regions mediterrànies. Les tombes dels gegants són escasses, només cinc potser com a resultat de la reutilització de les més antigues Domus de Janas.
La presència fenícia és escassa, lligada a la necròpoli púnic-romana de Sant'Imbenia, com en tot el nord de Sardenya i en l'època romana la vida continua sense aparent cambis importants. Algunes vil·les rústiques són testificades prop dels nurags, com la vil·la romana de Santa Imbénia.

### Edat mitjana i moderna
El naixement de l'actual ciutat d'Alguer es remunta tradicionalment a principis del segle xii, quan la família noble genovesa dels Dòria va fundar el seu primer nucli històric a la costa de la curatoria de Nulauro al Jutjat de Torres. És desconegut si hi havia algun assentament anterior, potser relacionat amb les incursions sarraïnes.
La posició estratègica i la presència d'una rica falda aqüífera, testimoniada pels pous encara presents en algunes cases, va permetre el creixement de la ciutat i va augmentar la seva importància estratègica. Durant gairebé un segle, va romandre en l'òrbita de la república marítima. El 1283, els pisans van aconseguir conquerir-la i la van mantenir fins al 1284, quan, després de la derrota pisana a la batalla de Mèlia, els Doria van recuperar l'Alguer.
Cessada una terrible epidèmia de pesta negra que també va afectar Sardenya el 1347, l'any 1350 alguns descendents dels Doria van vendre els seus drets a Pere IV d'Aragó, que estava organitzant territorialment el Regne de Sardenya, mentre que els altres descendents van cedir els seus drets a la República de Gènova el 1353: Això va conduir inevitablement a un xoc entre les dues faccions, els catalans d'una banda, genovesos, que es van fer aliats dels arboresos, per l'altra.

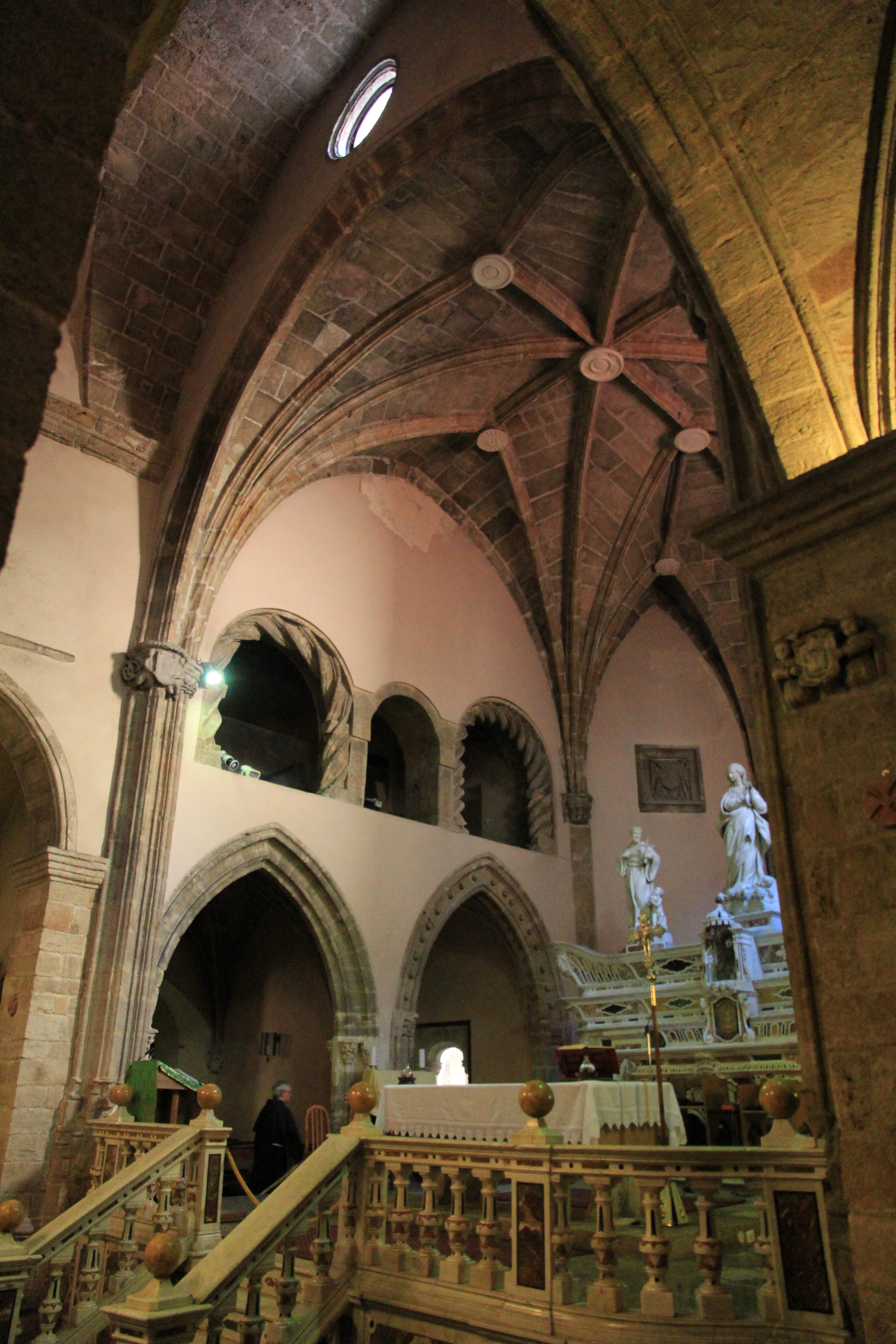
Interior d'estil gòtic-català de l'església de Sant Francesc

El 27 d'agost de 1353, en el context de la guerra veneciano-genovesa, els aragonesos van guanyar la batalla naval a la badia de Port del Comte, de manera que el 30 d'agost el comandant Bernart de Cabrera va poder entrar triomfalment a l'Alguer. Aquesta victòria, però, va ser efímera perquè ja el 15 d'octubre del mateix any els Doria la van recuperar. El 22 de juny de 1354, va haver-hi un gran desembarcament dirigit per Pere el Cerimoniós, que va posar sota setge a la ciutat. El setge no va donar els resultats esperats; però, el 16 de novembre, al marge de les dures condicions de pau imposades per Marià IV d'Arborea, que havia caigut en guerra al costat dels Doria, Pere IV va recuperar de manera diplomàcia el control de la ciutat, que per tant va veure sense més enfrontaments la substitució de la població sard-lígur originària, deportada a la península Ibèrica i a les Balears com a esclaus, amb nous colons catalans Atrets pels privilegis que els atorgava la Corona d'Aragó, això va donar lloc a un fort sentiment de cohesió ètnica i, al mateix temps, de confrontació contra els sards autòctons. A aquesta data es remunta el naixement de l'actual identitat cultural de l'Alguer i de la llengua de la ciutat, varietat del català oriental encara parlat avui en dia.
El 1355, la ciutat va obtenir l'escut municipal. En aquest mateix any, a causa d'un període de crisi econòmica i alimentària, la ciutat es va veure afectada pel comerç que la proveïen: entre els comerciants implicats en aquesta activitat també el conegut escriptor Giovanni Boccaccio. El 1372 es va sufocar un aixecament que va culminar amb l'expulsió dels últims habitants rebels de les muralles de la vila. L'Alguer, com a Càller, no va ser mai exhumat pels exèrcits judicials despeés de les diverses dècades de guerra. A la nit del 5 al 6 de maig de 1412, l'últim jutge d'Arborea Guillem III de Narbona va intentar conquerir la ciutat amb un grapat d'homes, però va ser rebutjat. El 1492, com en altres territoris pertanyents a les corones ibèriques, a causa del Decret de l'Alhambra van ser expulsat, amb greus repercussions econòmiques, les comunitats jueves locals de la qual encara es poden veure algunes restes arqueològiques.
A partir d'agost de 1495, el rei Ferran el Catòlic, amb una mesura promulgada a Tarassona, va autoritzar el consell cívic alguerès a concedir la ciutadania també als no catalans. Això va donar inici a un flux migratori significatiu de sards, corsos, lígurs i provençals, que van arribar a la ciutat.
La ciutat va prosperar i va rebre el títol de ciutat reial, amb Càller el principal port que garantia la connexió entre l'illa i la resta de los territoris de la Corona d'Aragó. Per això, l'Alguer es va beneficiar d'importants privilegis econòmics que comportaren un fort creixement demogràfic i un nivell molt alt de prosperitat al llarg dels segles xiv, xv i xvi. A partir del segle xvii comença la decadència econòmica i demogràfica de la ciutat com a conseqüència de la política duta a terme pels Habsburg i de successives epidèmies de pesta.
Amb la Guerra de Successió espanyola, el domini de la Corona d'Aragó va acabar el 1702 amb una gran decadència de la ciutat. L'any 1720 l'Alguer, com la resta de Sardenya, passa a ser controlada pel Piemont, que obté l'illa mitjançant lo tractat de Londres de 1718. Cap al 1750, es va excavar un gran canal per a millorar la defensa de la península. Cap al final del segle xviii destacaren alguns cronistes en italià com Mateu Lluís i Joan Francesc Simon i Delitala.
Ja a 1821, la fam va provocar una revolta de la població, la qual va ser reprimida sanguinàriament. Al final d'aquest segle l'Alguer va ser desmilitaritzat i, durant l'època feixista, part dels pantans dels voltants van ser reclamats i els suburbis de Fertília i Santa Maria de la Palma van ser poblats; tanmateix, la presència de la malària al camp va ser eliminada a la dècada del 1950. Durant la Segona Guerra Mundial (1943) l'Alguer va ser bombardejada i el seu centre històric va quedar força malmès. Després de la guerra, l'Alguer va esdevenir una popular ciutat turística.

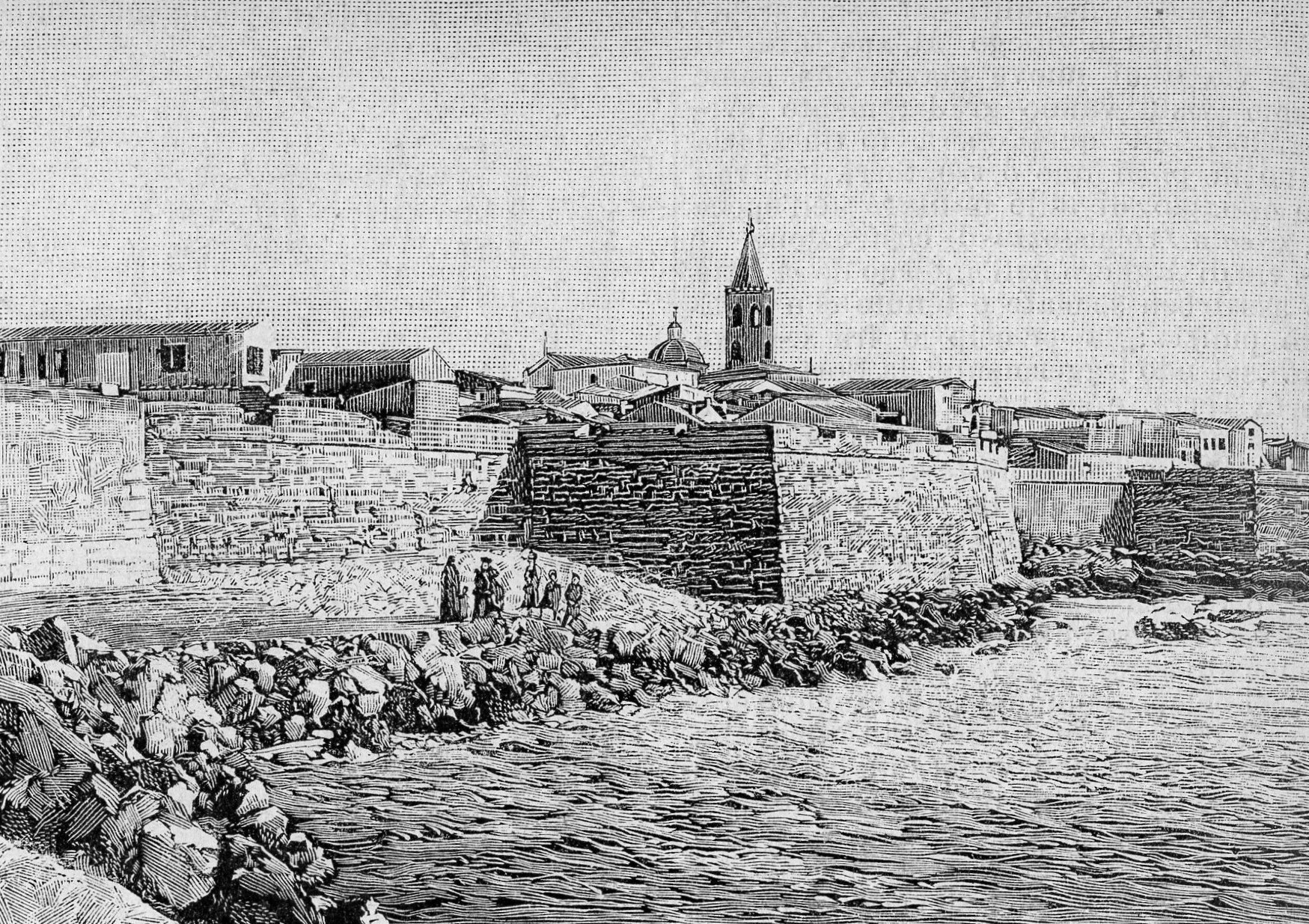
Vistes de l'Alguer i el Bastió de Ponent (Xilografia, any 1901)

Les relacions de l'Alguer amb los altres territoris de parla catalana es van reprendre en plena Renaixença, quan l'arxivista de Càller Ignazio Pillito va enviar un text escrit en català medieval a l'edició dels Jocs Florals de 1864. Poc després, al 1868, l'arqueòleg Francesc Martorell i Peña visitava l'Alguer, durant una estada de recerca per analitzar les connexions entre els talaiots mallorquins i els nurags sards. L'any següent finalment es produí el primer contacte epistolar entre intel·lectuals algueresos i catalans, quan Josep Frank va escriure a Manuel Milà i Fontanals. Fins a finals del segle, però, el coneixement de la petita ciutat catalanoparlant era difós entre pocs experts, i foren les visites del vicecònsol espanyol a Càller, el reusenc Eduard Toda i Güell, que en van difondre el coneixement. Toda visità repetides vegades la ciutat entre 1886 i 1890, publicant diversos reportatges i llibres sobre l'Alguer i Sardenya, provocant l'entusiasme d'algunes joves intel·lectuals locals que començaren a fer ús literari del català. Però no fou fins al 1902 que es creà la primera associació catalanista (no se sap ben el nom, probablement Agrupació Catalanista de Sardenya), i aquell mateix any dos dels seus representants, Joan Pais i Antoni Ciuffo, viatjaren per primer cop a Catalunya per participar en l'edició d'aquell any dels Jocs Florals.
Uns anys després les relacions continuaren, i Joan Palomba i Antoni Ciuffo assistiren al Primer Congrés Internacional de la Llengua Catalana, suscitant molt interès. Aquell mateix any el catalanisme alguerès es reorganitza al voltant de La Palmavera, que aplegà els catalanistes algueresos, però després de la Primera Guerra Mundial aquesta associació va acabar les seves activitats, a causa d'incompresions entre els seus membres i la mort d'algun representant. El 1922 l'Institut d'Estudis Catalans envià una primera missió a l'illa, però la dictadura feixista va provocar quasi la interrupció de tots els contactes.
Durant la Segona Guerra Mundial, l'Alguer i els seus voltants van ser bombardejats. Molts algueresos, després d'haver perdut la seva casa durant els bombardejos aliats, van ser allotjats al col·legi dels jesuïtes darrere de l'església de San Miquel, que aleshores estava abandonat, que va ser modificat per a fer espai a nous habitatges.
Amb els anys 50 aquests es van preprendre, i amb l'esdeveniment del creuer del Retrobament (1960) i la celebració dels Jocs Florals (1961) les relacions entre intel·lectuals catalans, valencians i baleàrics i els catalanistes de l'Alguer ha estat més fluida.
El 6 de setembre de 1968, un equip de l'Alguer va participar en els Jocs sense fronteres d'Eurovisió, a la ciutat alemanya de Schwäbisch Hall. El 1986 l'Alguer va adquirir nova notorietat gràcies a la cançó Alghero di Giuni Russo, en senyual d'agraïment, la ciutat de li va dedicar una plaça al Coll Balaguer. Des del 2001 l'Alguer és la seu de diversos cursos especialitzats de la Universitat de Sàsser, en ciències mediambientals, produccions marines, arquitectura, planificació i disseny. Des de l'any 2009 la Generalitat de Catalunya disposa d'una delegació a la ciutat, l'Espai Llull.

### Símbols

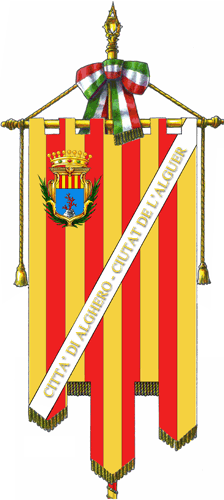
Gonfanó oficial de la ciutat de l'Alguer

L'escut de la ciutat de l'Alguer és un escut envoltat per dues franges de palma i coronat per una corona comtal amb nou perles visibles. L'escut es descriu així: de blau, a l'escull de negre, coronat per un coet de corall; al cap d'Aragó (és a dir, a quatre pals de vermell). Els anomenats pals d'Aragó es troben en molts altres emblemes com la senyera, la bandera de Catalunya, i en l'escut de l'Orde de la Mercè.
La gonfanó municipal es presenta amb fons groc i quatre bandes verticals vermelles; a la part superior hi ha espai per a l'escut municipal; en una franja diagonal es mostra l'esment "Fedelissima Città di Alghero", adquirida el 1501 per les lluites defensades a favor de la Corona d'Aragó.

## Geografia física

### Situació
L'Alguer es troba al nord-oest de Sardenya, a la badia amb lo mateix nom. Lo nord de l'àrea urbana està ocupat per la plana de Nurra. Al nord-oest se situen los sistemes càrstics del Cap de la Caça, la Punta del Lliri i el Mont de l'Olla. Lo sud del terme municipal es caracteritza per les muntanyes i els altiplans de Villanova Monteleone i Bosa, en la qual s'originen alguns rius.

### Clima
Lo clima a l'Alguer és temperat per la presència del mar, que atenua especialment les temperatures a l'hivern. Los estius són calents i agradables com en la major part de la Mediterrània. Al nord de la ciutat hi ha dos observatoris meteorològics on són fetes les previsions de curt i mitjà termini per a tot lo nord de l'illa.
| Dades climàtiques a l'Alguer       | Dades climàtiques a l'Alguer | Dades climàtiques a l'Alguer | Dades climàtiques a l'Alguer | Dades climàtiques a l'Alguer | Dades climàtiques a l'Alguer | Dades climàtiques a l'Alguer | Dades climàtiques a l'Alguer | Dades climàtiques a l'Alguer | Dades climàtiques a l'Alguer | Dades climàtiques a l'Alguer | Dades climàtiques a l'Alguer | Dades climàtiques a l'Alguer | Dades climàtiques a l'Alguer |
| Mes                                | gen                          | febr                         | març                         | abr                          | maig                         | juny                         | jul                          | ag                           | set                          | oct                          | nov                          | des                          | anual                        |
| ---------------------------------- | ---------------------------- | ---------------------------- | ---------------------------- | ---------------------------- | ---------------------------- | ---------------------------- | ---------------------------- | ---------------------------- | ---------------------------- | ---------------------------- | ---------------------------- | ---------------------------- | ---------------------------- |
| Màxima mitjana °C (°F)             | 13.0 (55.4)                  | 13.2 (55.8)                  | 15.1 (59.2)                  | 17.5 (63.5)                  | 20.9 (69.6)                  | 24.8 (76.6)                  | 27.3 (81.1)                  | 27.5 (81.5)                  | 26.2 (79.2)                  | 21.9 (71.4)                  | 17.6 (63.7)                  | 14.5 (58.1)                  | 20.0 (68)                    |
| Mitjana diària °C (°F)             | 9.9 (49.8)                   | 10.2 (50.4)                  | 11.8 (53.2)                  | 14.1 (57.4)                  | 17.0 (62.6)                  | 20.7 (69.3)                  | 23.0 (73.4)                  | 23.4 (74.1)                  | 22.1 (71.8)                  | 18.2 (64.8)                  | 14.6 (58.3)                  | 11.7 (53.1)                  | 16.4 (61.5)                  |
| Mínima mitjana °C (°F)             | 6.8 (44.2)                   | 7.2 (45)                     | 8.4 (47.1)                   | 10.7 (51.3)                  | 13.1 (55.6)                  | 16.5 (61.7)                  | 18.8 (65.8)                  | 19.2 (66.6)                  | 18.0 (64.4)                  | 14.5 (58.1)                  | 11.6 (52.9)                  | 8.9 (48)                     | 12.8 (55)                    |
| Precipitació mitjana mm (polzades) | 64.5 (2.539)                 | 67.5 (2.657)                 | 51.2 (2.016)                 | 44.7 (1.76)                  | 24.7 (0.972)                 | 12.9 (0.508)                 | 5.1 (0.201)                  | 11.9 (0.469)                 | 38.9 (1.531)                 | 75.9 (2.988)                 | 103.7 (4.083)                | 89.1 (3.508)                 | 590.1 (23.232)               |
| Mitjana de dies de pluja           | 8.8                          | 8.9                          | 7.3                          | 6.5                          | 4.2                          | 2.0                          | 0.9                          | 1.3                          | 3.9                          | 6.8                          | 9.7                          | 9.6                          | 69.9                         |
| Mitjana de dies de gelada          | 2                            | 1                            | 1                            | 0                            | 0                            | 0                            | 0                            | 0                            | 0                            | 0                            | 0                            | 1                            | 5                            |
| Humitat relativa mitjana (%)       | 80                           | 79                           | 77                           | 76                           | 74                           | 70                           | 66                           | 69                           | 72                           | 76                           | 79                           | 80                           | 74.8                         |
| Font: Pogoda.ru.net                |                              |                              |                              |                              |                              |                              |                              |                              |                              |                              |                              |                              |                              |

## Cultura i llengua

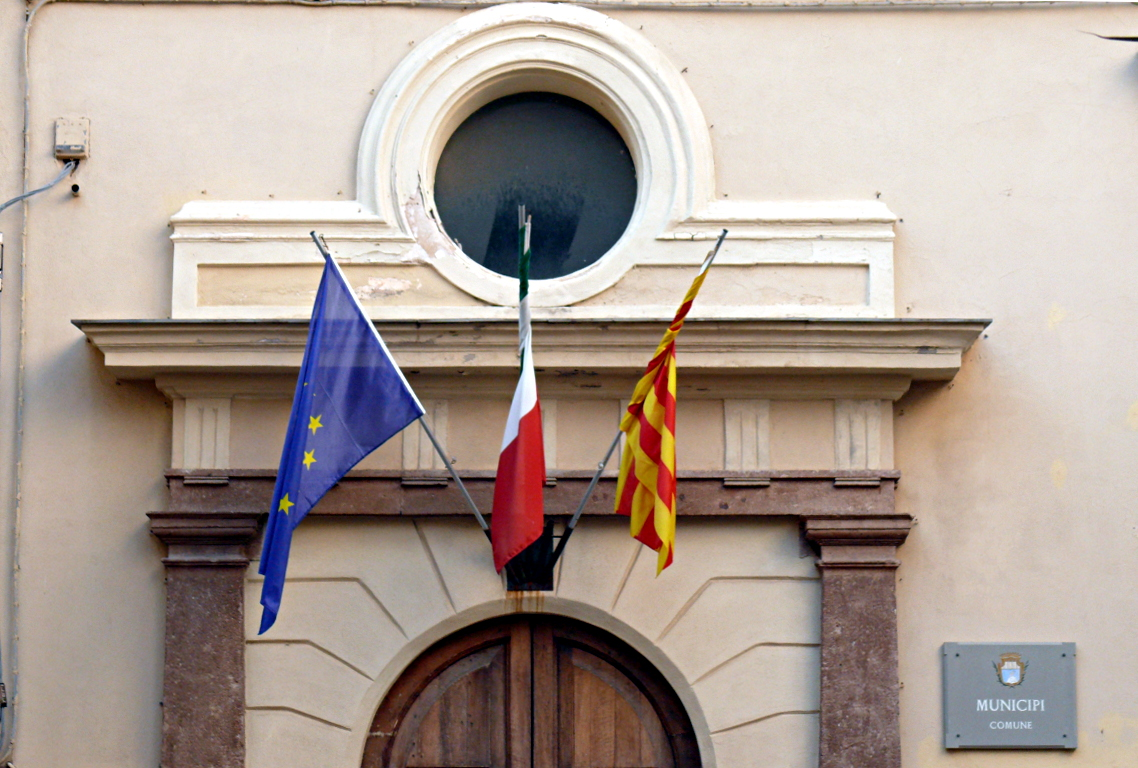
Actualment la senyera quadribarrada oneja a l'ajuntament alguerès juntament amb la bandera italiana i l'europea

L'Alguer té una població de 43.964 habitants (2018). La ciutat, fundada durant el segle xiii i controlada per la família genovesa dels Doria, fou ocupada per una expedició enviada per Pere el Cerimoniós l'any 1353. La població algueresa, però, es va revoltar aquell mateix any, matant bona part de les tropes catalanes que s'havien quedat a la ciutat. Per això l'any 1354 la ciutat va patir un setge d'uns sis mesos, en què participà el mateix Pere el Cerimoniós, i es va concloure amb la victòria definitiva dels catalans. Per evitar altre revoltes, els resistents algueresos foren expulsats o esclavitzats, i la ciutat repoblada amb colons provinents de diferents territoris de la Corona d'Aragó.
L'alguerès modern al principi nasqué com a híbrid de les quatre grans varietats dialectals (català central, valencià, rossellonès i baleàric) entre el final del segle xv i el principi del XVI, com a resultat de la influència entre aquestes varietats geolingüístiques catalanes.
És per això que fins fa relativament poc la llengua majoritària de la ciutat era el català, en la seua varietat algueresa. Des de la fi de la Segona Guerra Mundial, però, la immigració de gent de parla sarda, l'escola, la televisió i els diaris de parla italiana han fet que menys famílies l'hagin transmès als fills. El 2015 els usos lingüístics de la població de l'Alguer eren els següents:
| Lengües parlades l'any 2015, % | Català | Català i Italià | Català i altres llengües | Italià | Sard | Sard i italià | Altres llengües d'Itàlia, amb o sense italià | Altres llengües extranjeres, amb o sense italià |
| ------------------------------ | ------ | --------------- | ------------------------ | ------ | ---- | ------------- | -------------------------------------------- | ----------------------------------------------- |
| Llengua materna                | 17,5   | 5,5             | 1,1                      | 49,8   | 11,3 | 2,7           | 7,3                                          | 4,9                                             |
| Llengua d'identificació        | 14,9   | 9,4             | 1,8                      | 56,7   | 7,9  | 3,3           | 2,5                                          | 3,5                                             |
| Llengua habitual               | 9,1    | 7,9             | 1.4                      | 75,1   | 2,2  | 2,0           | 0,2                                          | 2,0                                             |

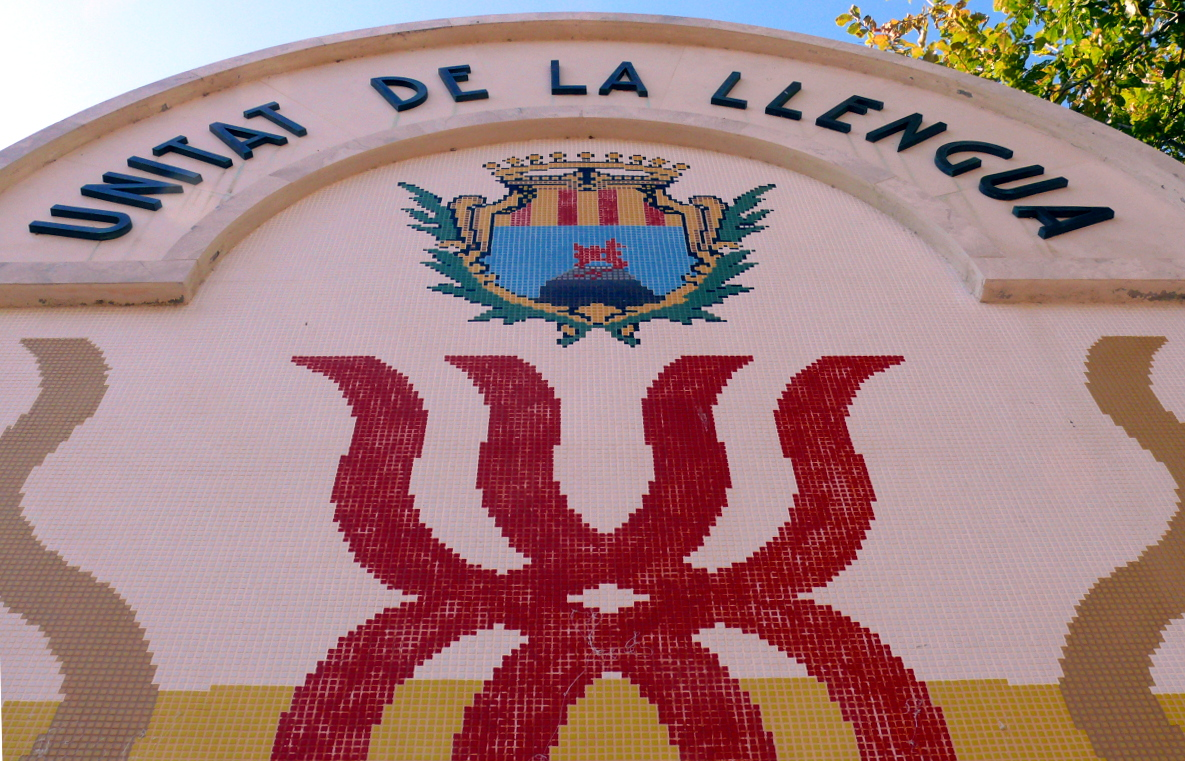
Monument a la unitat de la llengua catalana a l'Alguer.

El 3 d'agost de 1993 el Consell Regional de Sardenya aprova la Llei Regional 410 "Tutela e valorizzazione della cultura e della lingua de la Sardegna", però és rebutjada pel Govern central. L'octubre del 1993 el Consell Regional de Sardenya aprova un nou text que reconeix explícitament l'especificitat lingüistica algueresa. El juliol del 1994 la Cort constitucional declara inconstitucionals alguns dels seus articles.
Des de 1997 la llengua catalana compta amb reconeixement i legislació lingüística específica atorgada pel Consell Regional de Sardenya en la llei de Promozione e valorizzazione della cultura e della lingua della Sardegna Arxivat 2009-02-21 a Wayback Machine.. A més, diferents entitats —com ara Òmnium Cultural, lo Centre de Recursos Pedagògics Maria Montessori i l'Obra Cultural de l'Alguer— promouen la llengua i cultura pròpies. Recentment, el municipi de l'Alguer ha organitzat cursos intensius als seus empleats. Gràcies a això, ara tots els ciutadans poden adreçar-se en alguerès a l'administració de la ciutat. També s'estan organitzant cursos de llengua per a nens i adults amb el suport de la Generalitat de Catalunya.
El nucli antic de l'Alguer mostra molts trets urbanístics i arquitectònics comuns a les ciutats medievals d'altres zones dels Països Catalans. Les muralles i torres, allà on s'han conservat, són molt característiques de la ciutat.
Els algueresos diuen a la seva ciutat «la Barceloneta» (pronunciat /baɫsaɾuˈneta/), a causa de la seva ascendència barcelonina i de la germanor amb aquesta ciutat. Entre Barcelona i l'Alguer s'organitzen viatges xàrter, generalment durant l'estiu. Des del 5 de febrer de 2004 hi ha un servei de vols regulars entre Girona i l'Alguer.
Entre les seves tradicions vives destaca el Cant de la Sibil·la, que segons la tradició es canta la nit de Nadal a l'Alguer, de la mateixa manera que a altres regions de cultura catalana com Mallorca o la ciutat valenciana de Xeraco. En els últims anys hi ha hagut un ressorgiment de la música cantada en la llengua local. Entre els més famosos protagonistes d'aquesta nova onada destaquen artistes com la cantant Franca Masu.
La bandera de l'Alguer és la senyera quadribarrada, formada per quatre faixes vermelles en fons groc. En un document reial datat lo 24 de juny de 1355, Pere el Cerimoniós va fixar que la meitat superior de l'escut de l'Alguer havia d'estar formada per la Senyera Reial.

## Llocs i monuments d'interès

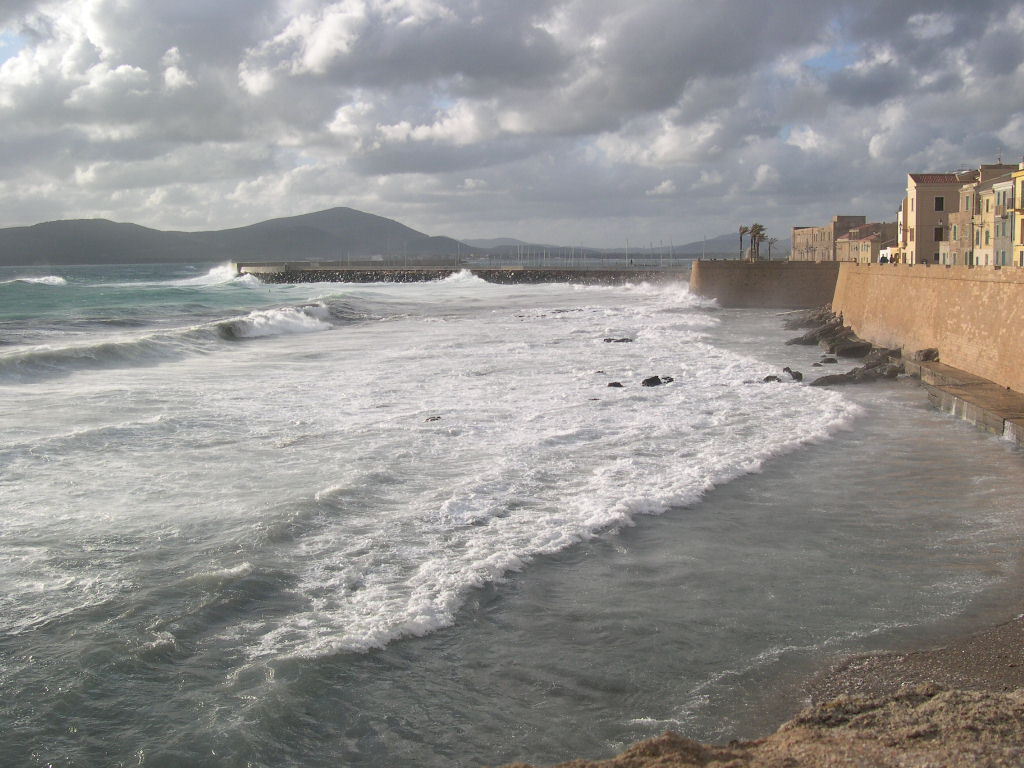
Muralla de l'Alguer

Les múltiples etapes històriques que l'Alguer ha viscut han farcit la ciutat d'una rica varietat de monuments, edificis i llocs d'interès. Des del Neolític, època de la que encara es mantenen molts vestigis, fins a l'actualitat, en les darreres dècades l'Alguer ha esdevingut una ciutat turística no solament per les platges i atractius naturals, sinó també pel patrimoni que té.

### Jaciments arqueològics
Trobem nombrosos jaciments arqueològics fora del nucli urbà: Cent nurags es mantenen i es poden veure a les àrees veïnes de Santa Imbènia, Palmavera i Anghelu Ruju, i també es poden veure la Necròpoli de Santu Pedru, Anghelu Ruju i Santa Imbènia— a més de troballes romanes.

### Fortificacions
El primer sistema de fortificacions de la ciutat remunta al segle xiii i fou importat del sistema genovès. Lo 1354 la ciutat fou ocupada per catalans, que restauraren i expandiren lo sistema defensiu, llavors en mal estat. De l'antiga muralla genoveso-catalana en romanen només algunes característiques; la seva majoria, de fet, daten del segle xvi i foren construïdes per voluntat de Ferran lo Catòlic, qui considerà que les estructures antigues no garantien ja la protecció de la ciutat. En tota la muralla trobem 7 torres i 3 forts.

### Altres i monuments religiosos
- El Palau Carcassona
- La Catedral de Santa Maria. Començada el 1570, va ser oberta el 1593 però va ser acabada i consagrada el 1730. L'església original té un estil gòtic català, com es pot veure a les 5 capelles del presbiteri o la base del campanar. La nau principal i les dues laterals, però, són d'estil renacentista tardiu. Al segle xx es va afegir un nàrtex neoclàssic a la façana, canviant bruscament la seua aparença.
- L'Església de Sant Francesc (1360, reconstruïda a la fi del segle xvi). Les parts originals gòtiques catalanes es poden veure a l'altar major, a les capelles del presbiteri i a la capella del Santíssim Sacrament. Lo campanar és de la primera meitat del segle xvi.
- L'Església de Sant Miquel, d'estil barroc.
- L'antiga església de la Mare de Déu del Rosari, ara seu del Museu Diocesà d'Art Sacre.
- Les torres de l'antiga muralla, entre ells:
  - La Torre del Portal, construïda a expenses de la comunitat jueva en 1360, i la Torre de l'Esperó Reial (segle xvi).
- Palau d'Albis (segle xvi), un exemple típic d'arquitectura catalanoaragonesa del segle xvi. Durant l'octubre de 1541 l'emperador Carles V hi va viure.[36]

## Territori
Una altra característica de l'Alguer és lo seu paisatge. Fora del nucli urbà el territori comprès pel municipi té nombroses platges, badies i parcs naturals, i és lo promontori del Cap de la Caça i el seu far una de les icones de la ciutat. Algunes àrees formen part del Parc natural regional de Port del Comte, i la seva Àrea natural marina protegida del Cap de la Caça-Illa Plana, i d'altres son àrees natural sense protecció.

### Costa i platges
- Platja de l'Esperança o Port Pollina[37] (Spiaggia della Speranza o di Poglina en italià).
- Platja de Sant Joan (San Giovanni en italià).
- Platja i pineda dunar de Maria Pia.
- Platja i pineda dunar de les Bombardes[37][38] (Le Bombarde en italià).

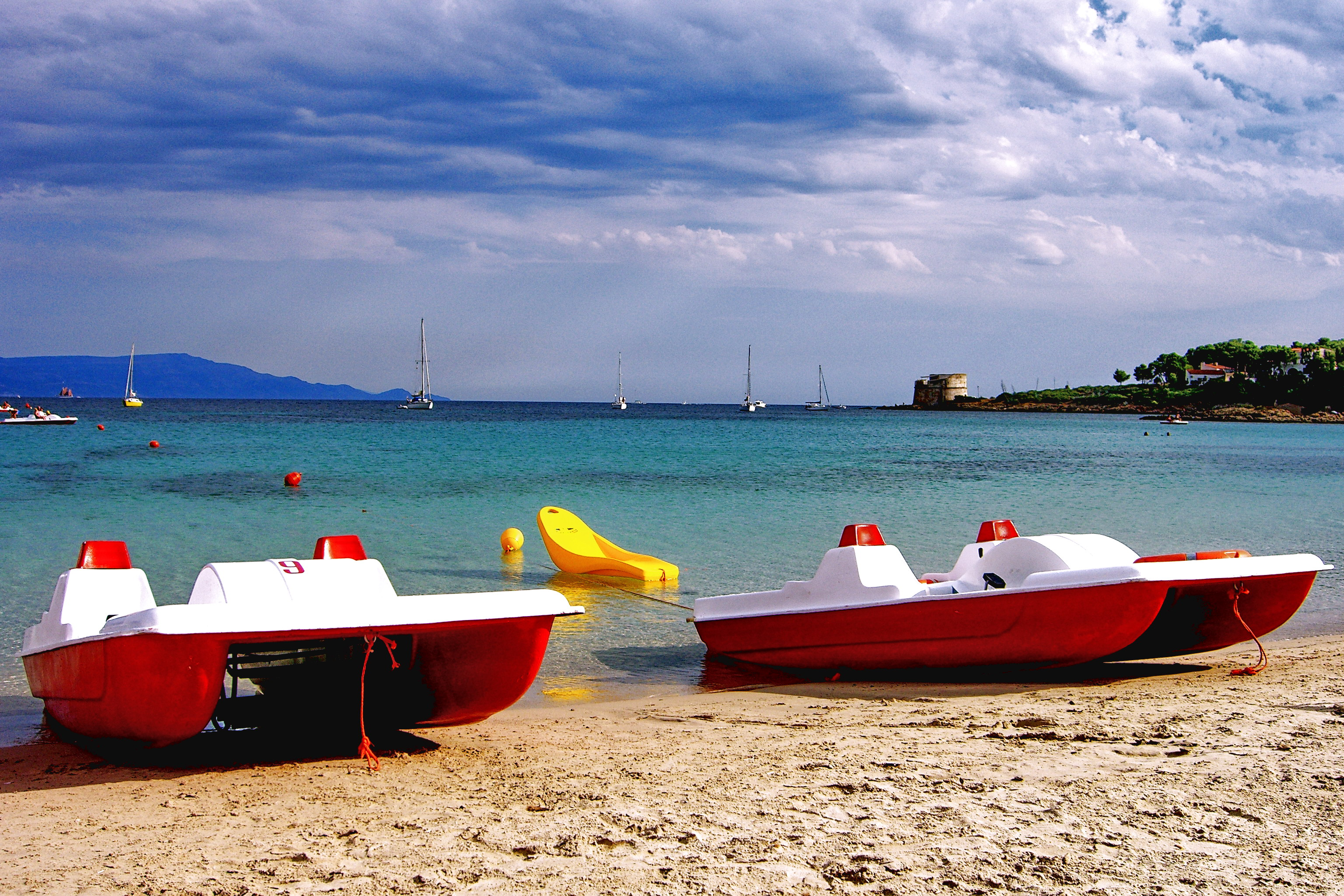
Platja del Llatzeret
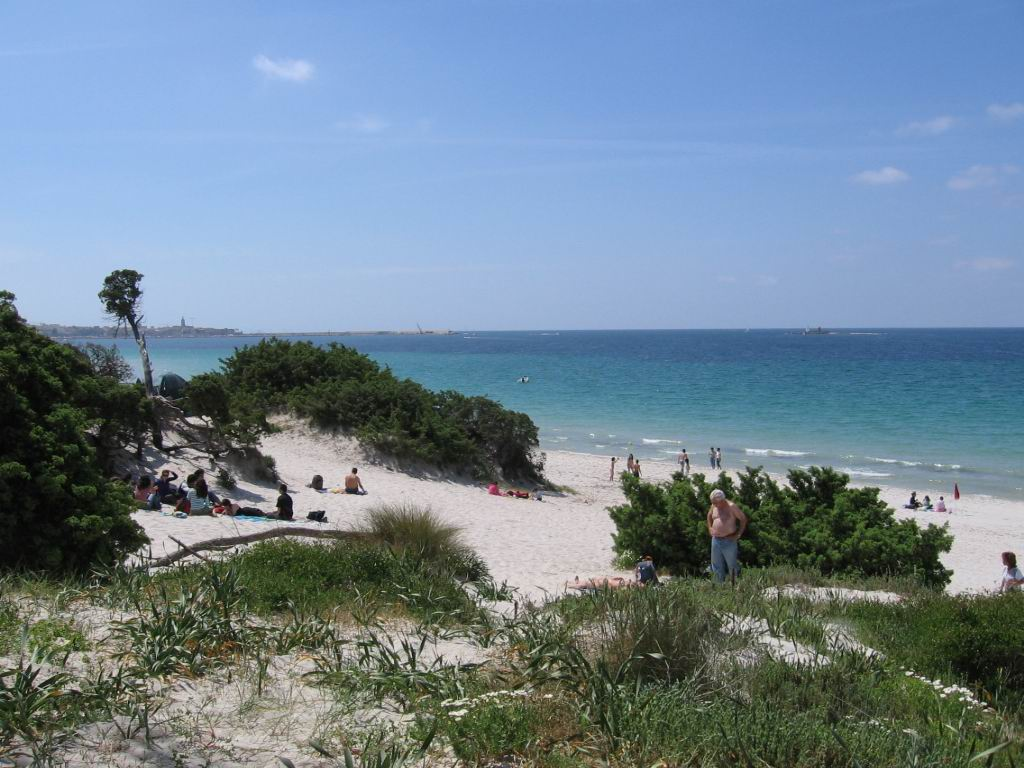
Pineda de Maria Pia
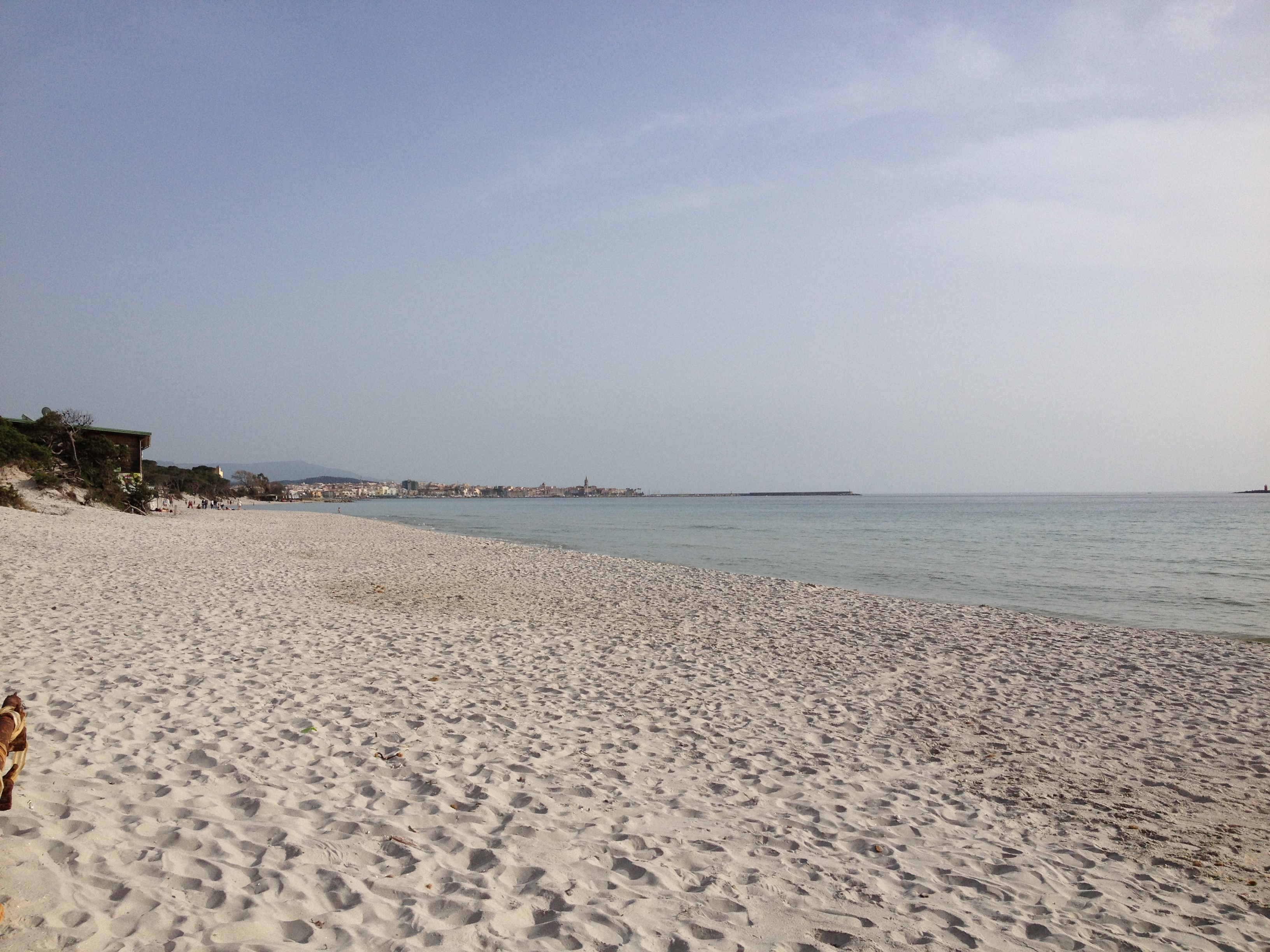
Platja de Maria Pia
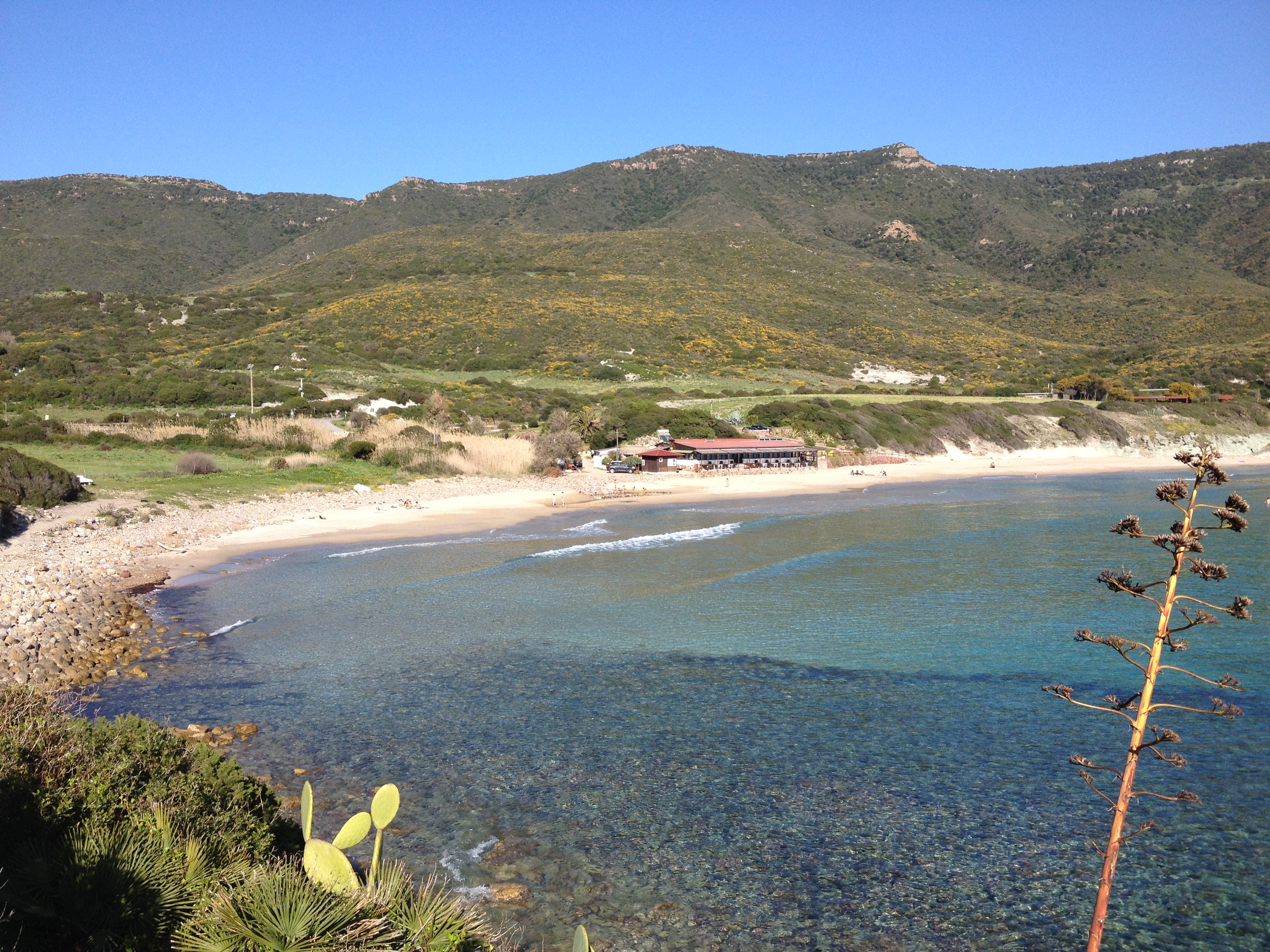
Port Pollina o Platja de l'Esperança

### Parcs naturals i reserves
Hi ha un parc natural regional i la seva àrea natural marina protegida dins el municipi de l'Alguer.
- Àrea natural marina protegida del Cap de la Caça-Illa Plana
- Parc natural regional de Port del Comte

## Demografia

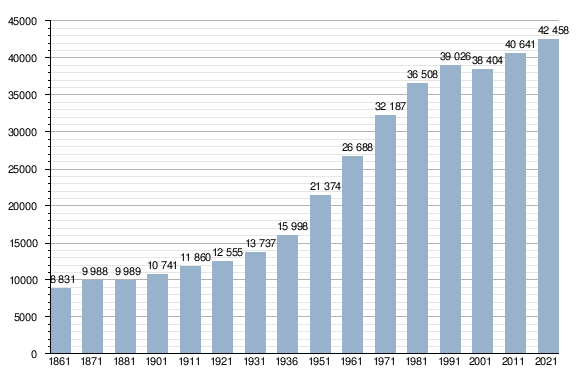
Evolució demogràfica de l'Alguer

### Població estrangera
El 31 de desembre de 2018, a l'Alguer hi havia 2 021 residents estrangers, l'equivalent al 4,6% de la població, les principals nacionalitats de la qual són:
- Romania, 493
- Bangladesh, 147
- Senegal, 130
- Xina, 127
- Alemanya, 90
- Regne Unit, 88
- Ucraïna, 62
- Polònia, 58
- França, 41
- Nigèria, 40

## Barris

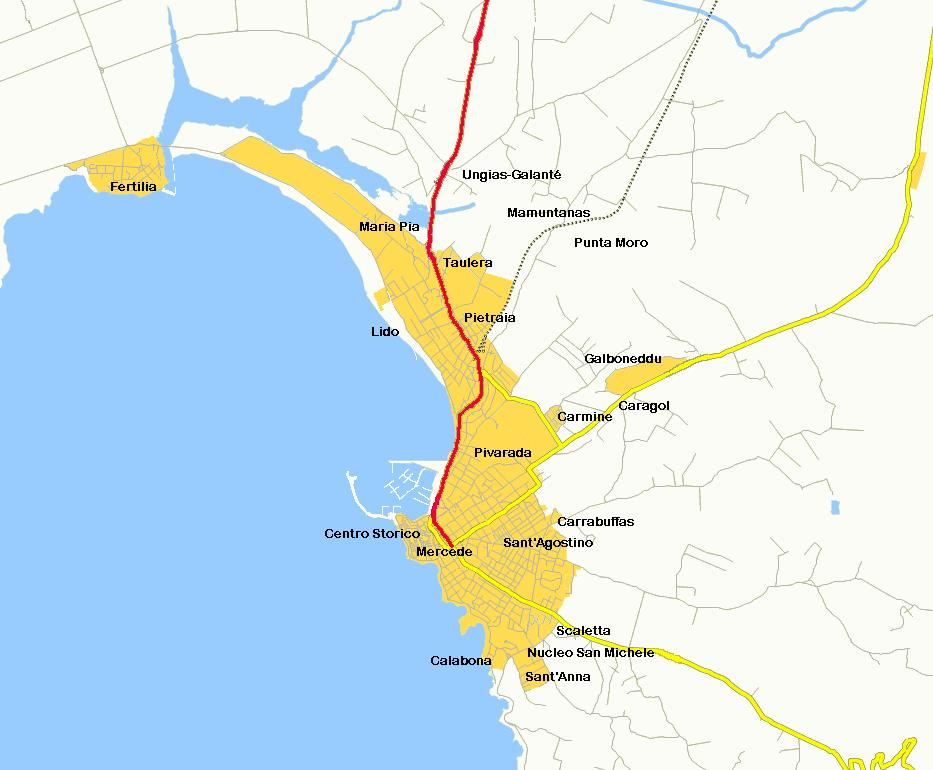
El nucli urbà

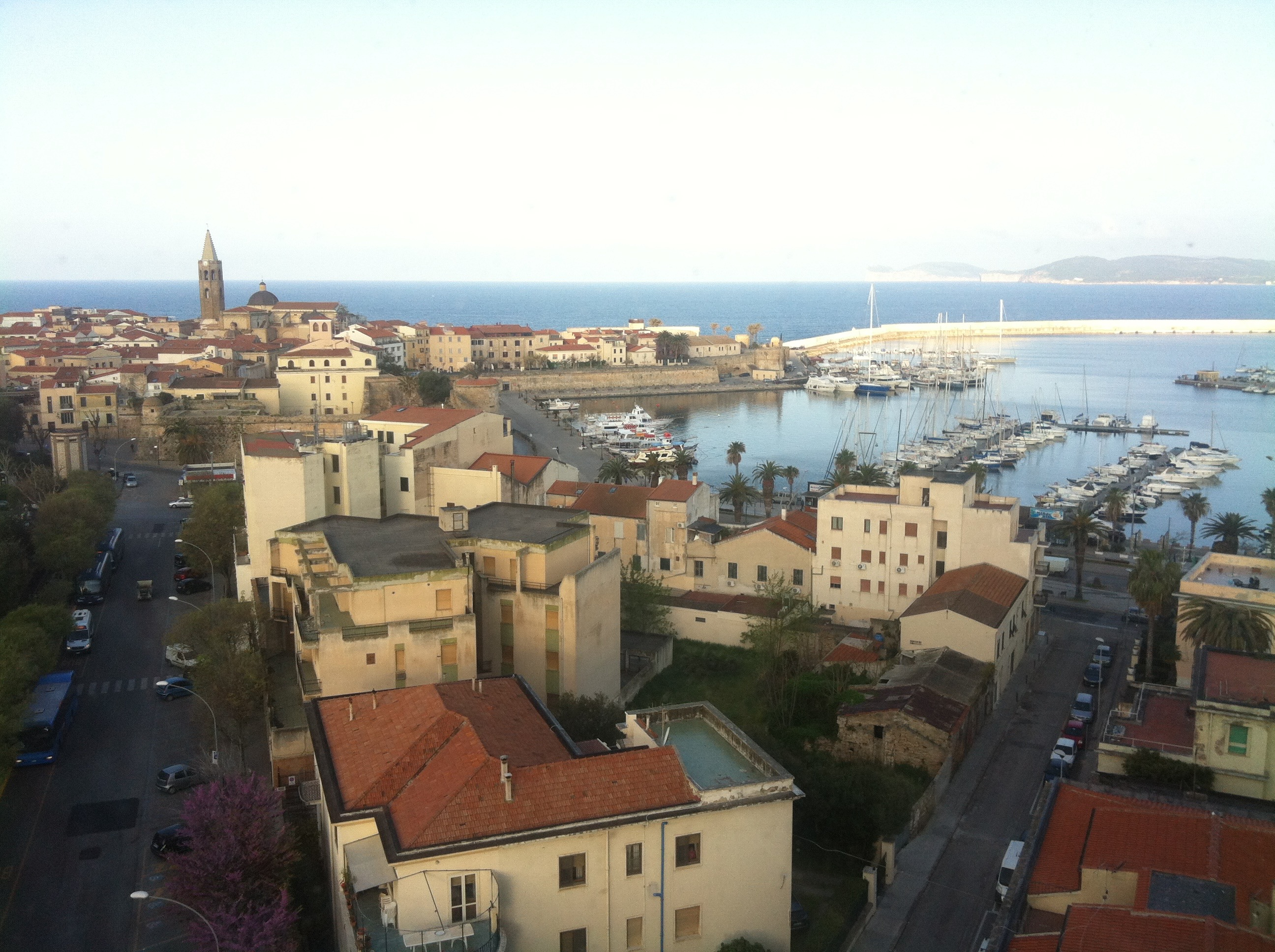
Vista general del nucli antic

- Calabona: Lo barri més al sud de la ciutat, principalment cases residencials.
- Caragol: És un nucli habitat de construcció bastant recent, pròxima a la zona comercial de Galboneddu.
- Carmine: A l'ingres de la ciutat proper a la Pedrera i com ell un barri popular.
- Carrabuffas: Barri relativament recent, i encara en creixement.
- Cuguttu: Zona situada entre l'Hospital Civil i el Llarg de l'Esperó, proper al Lido i a la Taulera.
- Cunetta: Zona Residencial, situada al sud-est de la ciutat.
- L'Alguer vella: Lo cor de la ciutat, la zona de la muralla amb les seves torres i esglésies. Zona comercial i residencial.
- Lido: Proper al mar i amb majoria de segones residencies, es troba a la zona nord de la ciutat i és especialment concorregut durant lo període d'estiueig..
- Maria Pia: A la zona nord dividit en zona residencial i instal·lacions esportives.
- La Mercè-Mercede:A la zona cèntrica, pren lo seu nom de l'església dels Mercedaris, al costat dels jardins públics Tarragona.
- Sant Miquel: Zona propera a Calabona, que porta el nom del patró de la ciutat, zona encara en creixement.
- La Pedrera: Barri popular de la ciutat, un dels més poblats, sorgeix al llarg de la Via Don Minzoni, seu de diferents activitats comercials i de l'estació de tren.
- Pivarada: Barri situat als voltants del cementiri i l'antic depurador d'aigües.
- Sant Julià : Nucli habitat situat a la perifèria sud-est de la ciutat, proper a la localitat Carrabuffas.
- Sant Agustí: Pren lo nom de l'homònima església; són presents edificis residencials privats, cases populars, activitats comercials...
- L'Escaleta: Barri residencial de recent construcció a la sortida sud de la ciutat.
- Taulera: Una altra zona de recent construcció, amb edificis populars i vil·les residencials.

## Persones il·lustres

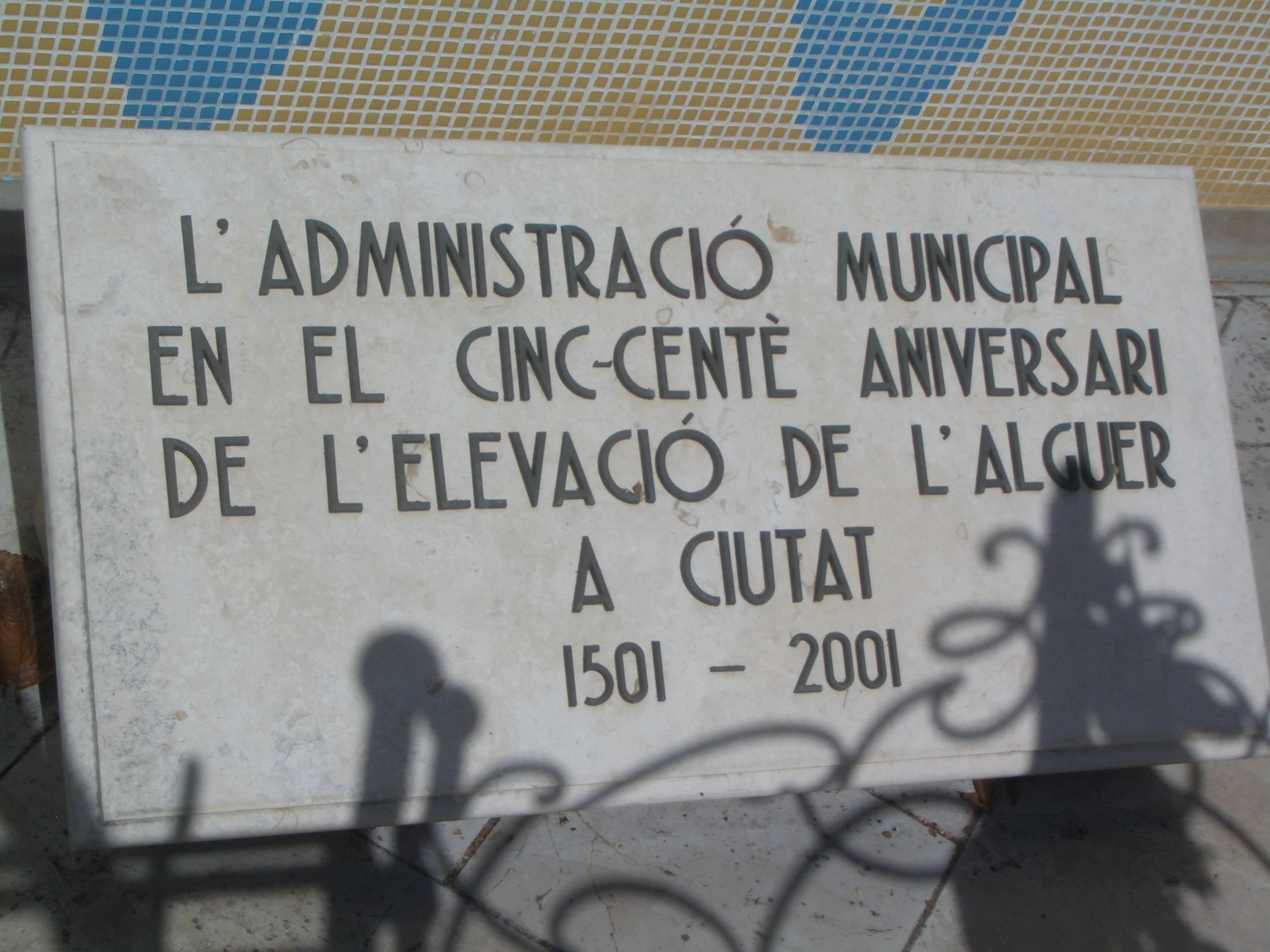
Inscripció en català al peu del monument

Alguns dels personatges il·lustres de l'Alguer o relacionats amb l'Alguer inclouen els següents, en ordre de naixement:
- Antoni Lofrasso (1521-1595): militar i escriptor
- Giuseppe Manno o Josep Manno i Díaz[40] (1786-1868): president del senat del Regne de Sardenya i del Regne d'Itàlia
- Joan Palomba (1876-1953): mestre d'escola i estudiós de la llengua algueresa
- Antoni Ciuffo (1879-1911): escriptor alguerès d'origen napolità
- Pasqual Scanu (1908-1978): escriptor i pedagog alguerès, promotor de la cultura catalana a l'Alguer.
- Antoni Simon Mossa (1916-1971): arquitecte i teòric del nacionalisme sard.
- Pasqual Gal·lo (ca. 1922 - ca. 1993):[41] cantautor i compositor de música popular algueresa.
- Pere Català i Roca (Valls 1923 - Bcn 2009): historiador i fotògraf català, va promoure Lo Retrobament de l'Alguer, d'on n'és ciutadà honorífic.
- Salvatore Burruni (1933-2004): campió del món de boxa
- Franco Restaino (1938): filòsof
- Pino Piras (1941-1989): cantautor, poeta, dramaturg.[42]
- Rafael Caria (1941-2008): poeta, lingüista, activista en defensa de la llengua catalana de l'Alguer.
- Antoni Nughes (l'Alguer, 1943-2018): sacerdot, historiador i escriptor
- Antoni Coronzu (1944): poeta alguerès en llengua catalana resident a Torí.
- Àngel Maresca, lo barber (ca. 1944), cantautor.
- Carlo Demartis (l'Alguer, març del 1947 - setembre del 2015), poeta, periodista, assessor cultural municipal i activista cultural.[43]
- Antonello Cuccureddu (1949): jugador de futbol de la Juventus FC
- Antonel·lo Colledanchise (1951): cantant, guanyador de molts premis nacionals i internacionals de música i poesia
- Claudio Gabriel Sanna (l'Alguer, 1957): cantautor, compositor, líder del grup Càlic, una històrica banda de música tradicional algueresa i sarda. Des de fa alguns anys ha seguit carrera en solitari.
- Gabriella Carlucci (1959): presentadora de televisió italiana.
- Antonio Marras (l'Alguer 1961): dissenyador de moda, estilista.
- Franca Masu (1962): cantant més representativa de la música contemporània de l'Alguer. Canta cançons dels autors més grans de l'Alguer, com lo Rafel Caria, l'Antonel·lo Colledanchise i Pino Piras.
- Tessa Gelisio (1977): naturalista presentadora de televisió italiana
- Àngel Ceràvola: cantant, ha col·laborat amb Franco Ceravola, Antonello Colledanchise, Pino Piras.
- Enzo Favata: músic de jazz
- Claudia Crabuzza, cantautora i poeta
- Isabella Montanari, cantant i compositora
- Yasmin Bradi, cantant
- Davide Casu (l'Alguer 1983), cantautor
- Maria Aurora Salvagno (1986): atleta (campiona universitària, convocada pels Jocs Olímpics de Pequín)
- Carles Sechi Ibba (1946): polític, activista cultural, escriptor, entre els fundadors de l'Obra Cultural de l'Alguer.

## Infraestructura i transport
Tot i que es troba en una illa, l'Alguer és una ciutat ben comunicada. Hi ha carreteres que la comuniquen amb Sàsser, capital de la província; lo port principal de passatgers és a només 30 quilòmetres; i l'aeroport de Fertilia fa que l'Alguer destaqui com una de les ciutats més visitades d'Itàlia, amb un munt de vols nacionals i internacionals.

### Carreteres
Strada statale 127bis Settentrionale Sarda, porta fins a Port del Compte al nord i Sàsser a l'est.
Strada statale 291 della Nurra, de Fertilia a Sàsser.
Strada provinciale 42 dei Due Mari, arriba fins al port a Porto Torres.
Strada provinciale 105 Alghero-Bosa, via panoràmica, comença al sud de la ciutat i recorre la costa fins a Bosa.
Strada statale 291 dir del Calich, que connecta la ciutat amb l'aeroport.

### Tren
L'Alguer compta amb una estació de trens al barri de la Pietraia, que té connexions contínues amb Sàsser.

### Port
La ciutat té un port esportiu, però l'arribada de passatgers via mar s'ha de fer a Porto Torres, uns 30 quilòmetres al nord. Des d'allà es pot arribar a Gènova, Barcelona o Civitavecchia.

### Aeroport
A poc més de 10 km del centre, l'aeroport internacional d'Alghero – Fertilia és lo principal lligam entre la ciutat i la resta d'Itàlia i d'Europa. En los darrers anys, lo creixement de l'aeroport ha provocat també un creixement en l'economia regional, amb una forta dedicació al turisme.

## Ciutats agermanades
L'Alguer manté una relació d'agermanament amb les següents localitats:
- Balaguer, Catalunya
- Tarragona, Catalunya
- Palma, Mallorca, Illes Balears
- Encamp, Andorra